# Change of Heart (Cyndi Lauper)
Change of Heart è un singolo della cantante statunitense Cyndi Lauper, pubblicato nel 1986 ed estratto dall'album True Colors.

## Video musicale
Il videoclip della canzone è stato diretto da Andy Morahan.

## Tracce
- 12" (USA)

1. Change of Heart (Extended Version) – 7:52
2. Heartbeats – 4:49
3. Change of Heart (Instrumental) – 5:52
4. Witness – 3:38

- 7" (USA)

1. Change of Heart – 3:58
2. Witness – 3:38